# Лига шампиона у хокеју на леду 2014/15.
Лига шампиона у хокеју на леду 2014/15. биће прва сезона Лиге шампиона у новом формату, након паузе од 5 година. Лига ће кренути на иницијативу 24 клуба из 6 европских лига и међународне хокејашке федерације.
Први круг такмичења ће почети 21. августа 2014, а завршиће се 7. октобра 2014. године. Елиминациона рунда почиње 4. новембра 2014. а завршава се 4. фебруара 2015. године.

## Сезона 2014/15
Први круг такмичења ће почети 21. августа 2014, а завршиће се 7. октобра 2014. године. Четрдесет четири клубова из дванаест различитих европских земаља ће учествовати у сезони и биће подељени у једанаест група са четири клуба. Играће се двоструки лига систем, сваки клуб ће одиграти у групи по 6 утакмица. Победници група, као и 5 најбољих другопласираних екипа квалификоваће се у елиминациону рунду која почиње 4. новембра 2014. а завршава се 4. фебруара 2015. године. Укупно ће бити одиграно 161 утакмица. Жреб за први круг такмичења ће се одржати 21. маја у Минску.

## Клубови
Сваке године ће учествовати 44 клуба из најмање осам држава. Клубови могу да се квалификују за лигу на освову А, Б или Ц лиценце.
- А лиценца: Двадесет шест клубова, оснивачи лиге добијају А лиценцу, под условом да играју Прву лигу у својим државама. (ЕБЕЛ, Чешка екстралига, СМ Лига, Немачка лига, Национална А лига и Шведска лига)[3]
- Б лиценца: По два клуба из шест лига оснивача који немају А лиценцу, на основу успеха у првенству добијају Б лиценцу. Услови за добијање Б лиценце:[4][5]

1. Шампион
2. Победник регуларне сезоне
3. Другопласирани у првенству
4. Финалиста плеј-офа
5. Боље пласирани полифиналиста плеј-офа
6. Слабије пласирани полуфиналиста плеј-офа

- Ц лиценца: Ц лиценцу добиће и шампиони следећих првенстава: Серија А, Хокејашка лига Уједињеног Краљевства, Хокејашка лига Норвешке, Хокејашка лига Француске, Хокејашка лига Данске, Словачка екстралига и победник регуларног дела хокејашке лиге Данске. Победник првенства Уједињеног краљевства због дворане која не испуњава услове, морао је да уступи место Нотингем патерсима, победнику Челенџ купа.[2]

| Клуб                    | Град       | Лига                                 | Квалификација                    | Лиценца |
| ----------------------- | ---------- | ------------------------------------ | -------------------------------- | ------- |
| Ред бул Салцбург        | Салцбург   | Хокејашка лига Аустрије              | Оснивачи лиге                    | A       |
| Вијена капиталс         | Беч        | Хокејашка лига Аустрије              | Оснивачи лиге                    | A       |
| Били тигри Либерец      | Либерец    | Чешка екстралига                     | Оснивачи лиге                    | A       |
| Пардубице               | Пардубице  | Чешка екстралига                     | Оснивачи лиге                    | A       |
| Спарта Праг             | Праг       | Чешка екстралига                     | Оснивачи лиге                    | A       |
| Витковице Стил          | Острава    | Чешка екстралига                     | Оснивачи лиге                    | A       |
| ХИФК                    | Хелсинки   | Хокејашка лига Финске                | Оснивачи лиге                    | A       |
| ЈИП Јивескиле           | Јивескиле  | Хокејашка лига Финске                | Оснивачи лиге                    | A       |
| КалПа                   | Куопио     | Хокејашка лига Финске                | Оснивачи лиге                    | A       |
| Керпет                  | Оулу       | Хокејашка лига Финске                | Оснивачи лиге                    | A       |
| Тапара                  | Тампере    | Хокејашка лига Финске                | Оснивачи лиге                    | A       |
| ТПС                     | Турку      | Хокејашка лига Финске                | Оснивачи лиге                    | A       |
| Адлер Манхајм           | Манхајм    | Хокејашка лига Немачке               | Оснивачи лиге                    | A       |
| Ајсберен Берлин         | Берлин     | Хокејашка лига Немачке               | Оснивачи лиге                    | A       |
| Инголштат               | Инголштат  | Хокејашка лига Немачке               | Оснивачи лиге                    | A       |
| Крефелд Пингвин         | Крефелд    | Хокејашка лига Немачке               | Оснивачи лиге                    | A       |
| Берн                    | Берн       | Швајцарска национална лига А         | Оснивачи лиге                    | A       |
| Фрибур Готерон          | Фрибур     | Швајцарска национална лига А         | Оснивачи лиге                    | A       |
| Цирих лајонси           | Цирих      | Швајцарска национална лига А         | Оснивачи лиге                    | A       |
| Цуг                     | Цуг        | Швајцарска национална лига А         | Оснивачи лиге                    | A       |
| Фрелунда                | Гетеборг   | Хокејашка лига Шведске               | Оснивачи лиге                    | A       |
| Фарјестад               | Карлстад   | Хокејашка лига Шведске               | Оснивачи лиге                    | A       |
| ХВ71                    | Јенћепинг  | Хокејашка лига Шведске               | Оснивачи лиге                    | A       |
| Линћепинг               | Линћепинг  | Хокејашка лига Шведске               | Оснивачи лиге                    | A       |
| Лулео                   | Лулео      | Хокејашка лига Шведске               | Оснивачи лиге                    | A       |
| Ђургарден               | Стокхолм   | Хокејашка лига Шведске               | Оснивачи лиге                    | A       |
| Шелефтео                | Шелефтео   | Хокејашка лига Шведске               | Првак лиге                       | Б       |
| Болцано                 | Болцано    | Хокејашка лига Аустрије              | Првак лиге                       | Б       |
| Хамбург Фризерс         | Хамбург    | Хокејашка лига Немачке               | Победник регуларног дела         | Б       |
| Оцелари Тринец          | Тринец     | Чешка екстралига                     | Другопласирани у регуларном делу | Б       |
| Клотен флајерси         | Клотен     | Швајцарска национална лига А         | Финалиста плеј-офа               | Б       |
| Женева-Сервет           | Женева     | Швајцарска национална лига А         | Полуфиналиста плеј-офа           | Б       |
| Векше лејкерси          | Векше      | Хокејашка лига Шведске               | Полуфиналиста плеј-офа           | Б       |
| Филахер СВ              | Филах      | Хокејашка лига Аустрије              | Полуфиналиста плеј-офа           | Б       |
| Луко                    | Раума      | Хокејашка лига Финске                | Полуфиналиста плеј-офа           | Б       |
| СајПа                   | Лапенранта | Хокејашка лига Финске                | Полуфиналиста плеј-офа           | Б       |
| Келн Хаје               | Келн       | Хокејашка лига Немачке               | Полуфиналиста плеј-офа           | Б       |
| Злин                    | Злин       | Чешка екстралига                     | Првак лиге                       | Б       |
| Ставангер ојлерси       | Ставангер  | Хокејашка лига Норвешке              | Првак лиге                       | Ц       |
| Кошице                  | Кошице     | Словачка екстралига                  | Првак лиге                       | Ц       |
| Сондерјуске             | Војенс     | Хокејашка лига Данске                | Првак лиге                       | Ц       |
| Дијабл Руж Де Бријансон | Бријансон  | Хокејашка лига Француске             | Првак лиге                       | Ц       |
| Нотинегем пантерси      | Нотингем   | Хокејашка лига Уједињеног Краљевства | Победник челенџ купа             | Ц       |
| Валеренга               | Осло       | Хокејашка лига Норвешке              | Победник регуларног дела         | Ц       |